# Loi sur l'identification des criminels
La Loi sur l'identification des criminels est une loi pénale canadienne dont l'objectif est le bertillonnage des prévenus, c'est-à-dire l'identification par empreintes digitales, photographies et autres mensurations. 
L'obligation de comparaître pour le bertillonnage en vertu de la Loi sur l'identification des criminels est l'une des deux obligations principales énoncées dans une citation à comparaître à la formule 9 de l'annexe de la partie XXVII du Code criminel, l'autre étant la date de la première comparution devant le tribunal. Donc toute personne arrêtée et citée à comparaître devant le tribunal doit passer par l'étape de l'identification judiciaire de cette loi.
Certains avocats de la défense et prévenus ont déjà exprimé des réserves quant au titre de la loi dans la mesure où elle vise d'abord et avant tout l'identification de prévenus qui n'ont pas encore été déclarés coupables par un tribunal et qui ne sont pas encore considérés comme de véritables criminels aux yeux du droit canadien.